# Temporada 2015 del Campeonato Mundial de Supersport
La Temporada 2015 del Campeonato Mundial de Supersport fue la decimoséptima temporada del Campeonato Mundial de Supersport, pero la decimonovena teniendo en cuenta las dos celebradas bajo el nombre de Serie Mundial de Supersport.

## Calendario y resultados
| Calendario 2015 | Calendario 2015 | Calendario 2015                       | Calendario 2015  | Calendario 2015 | Calendario 2015 | Calendario 2015     | Calendario 2015                  | Calendario 2015 |
| Ronda           | País            | Circuito                              | Fecha            | Pole position   | Vuelta Rápida   | Piloto Ganador      | Equipo Ganador                   |                 |
| --------------- | --------------- | ------------------------------------- | ---------------- | --------------- | --------------- | ------------------- | -------------------------------- | --------------- |
| 1               | Australia       | Circuito de Phillip Island            | 22 de febrero    | Jules Cluzel    | Kenan Sofuoğlu  | Jules Cluzel        | MV Agusta Reparto Corse          |                 |
| 2               | Tailandia       | Chang International Circuit           | 22 de marzo      | Kenan Sofuoğlu  | Jules Cluzel    | Ratthapark Wilairot | Core" Motorsport Thailand        |                 |
| 3               | España          | Motorland Aragón                      | 12 de abril      | Jules Cluzel    | P. J. Jacobsen  | Kenan Sofuoğlu      | Kawasaki Puccetti Racing         |                 |
| 4               | Países Bajos    | TT Circuit Assen                      | 19 de abril      | Jules Cluzel    | Jules Cluzel    | Kenan Sofuoğlu      | Kawasaki Puccetti Racing         |                 |
| 5               | Italia          | Autodromo Enzo e Dino Ferrari         | 10 de mayo       | Jules Cluzel    | Jules Cluzel    | Kenan Sofuoğlu      | Kawasaki Puccetti Racing         |                 |
| 6               | Reino Unido     | Donington Park                        | 24 de mayo       | Kenan Sofuoğlu  | Jules Cluzel    | Kenan Sofuoğlu      | Kawasaki Puccetti Racing         |                 |
| 7               | Portugal        | Autódromo Internacional do Algarve    | 7 de junio       | Jules Cluzel    | Kenan Sofuoğlu  | Jules Cluzel        | MV Agusta Reparto Corse          |                 |
| 8               | Italia          | Misano World Circuit Marco Simoncelli | 21 de Junio      | Jules Cluzel    | Jules Cluzel    | Jules Cluzel        | MV Agusta Reparto Corse          |                 |
| 9               | Malasia         | Sepang International Circuit          | 2 de agosto      | P. J. Jacobsen  | Kenan Sofuoğlu  | P. J. Jacobsen      | Core" Motorsport Thailand        |                 |
| 10              | España          | Circuito de Jerez                     | 20 de septiembre | Kenan Sofuoğlu  | P. J. Jacobsen  | Kenan Sofuoğlu      | Kawasaki Puccetti Racing         |                 |
| 11              | Francia         | Circuit de Nevers Magny-Cours         | 4 de octubre     | P. J. Jacobsen  | P. J. Jacobsen  | P. J. Jacobsen      | Core" Motorsport Thailand        |                 |
| 12              | Catar           | Losail International Circuit          | 18 de octubre    | Kenan Sofuoğlu  | Kyle Smith      | Kyle Smith          | Pata Honda World Supersport Team |                 |

## Pilotos y equipos
| Parrilla 2015                                      | Parrilla 2015 | Parrilla 2015       | Parrilla 2015 | Parrilla 2015         | Parrilla 2015 |
| Equipo                                             | Constructor   | Moto                | No.           | Piloto                | Rondas        |
| -------------------------------------------------- | ------------- | ------------------- | ------------- | --------------------- | ------------- |
| CIA Landlords Insurance Honda                      | Honda         | Honda CBR600RR      | 4             | Gino Rea              | All           |
| CIA Landlords Insurance Honda                      | Honda         | Honda CBR600RR      | 35            | Stefan Hill           | 12            |
| CIA Landlords Insurance Honda                      | Honda         | Honda CBR600RR      | 36            | Martín Cárdenas       | 1–11          |
| CIA Landlords Insurance Honda                      | Honda         | Honda CBR600RR      | 41            | Aiden Wagner          | 9–12          |
| CIA Landlords Insurance Honda                      | Honda         | Honda CBR600RR      | 43            | Kevin Manfredi        | 8, 10–12      |
| CIA Landlords Insurance Honda                      | Honda         | Honda CBR600RR      | 59            | Ratthapong Wilairot   | 9             |
| CIA Landlords Insurance Honda                      | Honda         | Honda CBR600RR      | 74            | Kieran Clarke         | 1–6           |
| CIA Landlords Insurance Honda                      | Honda         | Honda CBR600RR      | 84            | Riccardo Russo        | 1–8           |
| CIA Landlords Insurance Honda                      | Honda         | Honda CBR600RR      | 117           | Miguel Praia          | 7             |
| San Carlo Puccetti Racing Kawasaki Puccetti Racing | Kawasaki      | Kawasaki ZX-6R      | 5             | Marco Faccani         | All           |
| San Carlo Puccetti Racing Kawasaki Puccetti Racing | Kawasaki      | Kawasaki ZX-6R      | 54            | Kenan Sofuoğlu        | All           |
| San Carlo Puccetti Racing Kawasaki Puccetti Racing | Kawasaki      | Kawasaki ZX-6R      | 181           | Abdulaziz Binladin    | 12            |
| Team Go Eleven                                     | Kawasaki      | Kawasaki ZX-6R      | 6             | Dominic Schmitter     | All           |
| Team Go Eleven                                     | Kawasaki      | Kawasaki ZX-6R      | 11            | Christian Gamarino    | All           |
| Core" Motorsport Thailand                          | Honda         | Honda CBR600RR      | 9             | Ratthapark Wilairot   | 1–5           |
| Core" Motorsport Thailand                          | Honda         | Honda CBR600RR      | 67            | Andy Reid             | 6             |
| Core" Motorsport Thailand                          | Honda         | Honda CBR600RR      | 99            | P. J. Jacobsen        | 7–12          |
| Catbike/exit                                       | Kawasaki      | Kawasaki ZX-6R      | 10            | Nacho Calero          | 1             |
| Catbike/exit                                       | Kawasaki      | Kawasaki ZX-6R      | 24            | Marcos Ramírez        | 1             |
| Catbike/exit                                       | Kawasaki      | Kawasaki ZX-6R      | 34            | Ezequiel Iturrioz     | 3–7           |
| Orelac Racing Team                                 | Honda         | Honda CBR600RR      | 10            | Nacho Calero          | 3–12          |
| Pladas Racing                                      | Yamaha        | Yamaha YZF-R6       | 13            | Šarūnas Pladas        | 10            |
| Kawasaki Intermoto Ponyexpres                      | Kawasaki      | Kawasaki ZX-6R      | 14            | Lucas Mahias          | 1–6           |
| Kawasaki Intermoto Ponyexpres                      | Kawasaki      | Kawasaki ZX-6R      | 41            | Aiden Wagner          | 5–6           |
| Kawasaki Intermoto Ponyexpres                      | Kawasaki      | Kawasaki ZX-6R      | 99            | P. J. Jacobsen        | 1–6           |
| MG Competition                                     | Yamaha        | Yamaha YZF-R6       | 14            | Lucas Mahias          | 10–12         |
| MV Agusta Reparto Corse                            | MV Agusta     | MV Agusta F3 675    | 16            | Jules Cluzel          | 1–9           |
| MV Agusta Reparto Corse                            | MV Agusta     | MV Agusta F3 675    | 87            | Lorenzo Zanetti       | All           |
| MV Agusta Reparto Corse                            | MV Agusta     | MV Agusta F3 675    | 88            | Nicolás Terol         | 10–12         |
| Sam Lambert Racing                                 | Triumph       | Triumph Daytona 675 | 17            | Sam Lambert           | 1             |
| SMS Racing                                         | Honda         | Honda CBR600RR      | 19            | Kevin Wahr            | All           |
| Team Lorini                                        | Honda         | Honda CBR600RR      | 20            | Alex Phillis          | 1             |
| Team Lorini                                        | Honda         | Honda CBR600RR      | 24            | Marcos Ramírez        | 6–10          |
| Team Lorini                                        | Honda         | Honda CBR600RR      | 31            | Sergio Gadea          | 12            |
| Team Lorini                                        | Honda         | Honda CBR600RR      | 44            | Roberto Rolfo         | All           |
| Team Lorini                                        | Honda         | Honda CBR600RR      | 69            | Luigi Morciano        | 3–4           |
| Team Lorini                                        | Honda         | Honda CBR600RR      | 81            | Alessandro Nocco      | 2, 5          |
| Team Lorini                                        | Honda         | Honda CBR600RR      | 96            | Xavier Pinsach        | 11            |
| Yohann Moto Sport                                  | Suzuki        | Suzuki GSX-R600     | 23            | Cédric Tangre         | 11            |
| Autos Arroyo Pastrana Racing Team                  | Yamaha        | Yamaha YZF-R6       | 24            | Marcos Ramírez        | 3             |
| Autos Arroyo Pastrana Racing Team                  | Yamaha        | Yamaha YZF-R6       | 42            | Jorge Arroyo          | 3             |
| Autos Arroyo Pastrana Racing Team                  | Yamaha        | Yamaha YZF-R6       | 89            | Christian Palomares   | 10            |
| Race Department ATK#25                             | MV Agusta     | MV Agusta F3 675    | 25            | Alex Baldolini        | All           |
| A.P. Honda Racing Thailand                         | Honda         | Honda CBR600RR      | 27            | Thitipong Warokorn    | 2             |
| A.P. Honda Racing Thailand                         | Honda         | Honda CBR600RR      | 59            | Ratthapong Wilairot   | 2             |
| Yamaha Thailand Racing Team                        | Yamaha        | Yamaha YZF-R6       | 30            | Decha Kraisart        | 2             |
| Yamaha Thailand Racing Team                        | Yamaha        | Yamaha YZF-R6       | 65            | Chalermpol Polamai    | 2             |
| Renzi Corse Srl SSD                                | Kawasaki      | Kawasaki ZX-6R      | 33            | Flavio Ferroni        | 8             |
| Kallio Racing                                      | Yamaha        | Yamaha YZF-R6       | 38            | Hannes Soomer         | 11            |
| Kallio Racing                                      | Yamaha        | Yamaha YZF-R6       | 66            | Niki Tuuli            | 6             |
| Oz Wildcard Racing                                 | Yamaha        | Yamaha YZF-R6       | 41            | Aiden Wagner          | 1             |
| DMC Racing                                         | Yamaha        | Yamaha YZF-R6       | 52            | Vladimir Leonov       | 10            |
| DMC Racing                                         | Yamaha        | Yamaha YZF-R6       | 161           | Alexey Ivanov         | 3, 6, 8       |
| Team Factory Vamag                                 | MV Agusta     | MV Agusta F3 675    | 53            | Nicola Jr. Morrentino | 10            |
| VFT Racing                                         | Yamaha        | Yamaha YZF-R6       | 61            | Fabio Menghi          | All           |
| AARK Racing                                        | Honda         | Honda CBR600RR      | 68            | Glenn Scott           | All           |
| Pacedayz European TrackDays                        | Yamaha        | Yamaha YZF-R6       | 77            | Kyle Ryde             | 6             |
| Profile Racing                                     | Triumph       | Triumph 675 R       | 80            | Luke Stapleford       | 6             |
| Profile Racing                                     | Triumph       | Triumph 675 R       | 94            | Sam Hornsey           | 6             |
| Schmidt Racing                                     | Honda         | Honda CBR600RR      | 92            | Dávid Juhász          | 8, 10–11      |
| Schmidt Racing                                     | Honda         | Honda CBR600RR      | 119           | János Chrobák         | 8, 10–11      |
| GRT Racing Team                                    | MV Agusta     | MV Agusta F3 675    | 95            | Miroslav Popov        | 10            |
| Pata Honda World Supersport Team                   | Honda         | Honda CBR600RR      | 111           | Kyle Smith            | All           |

| Leyenda             | Leyenda |
| ------------------- | ------- |
| Piloto Titular      |         |
| Piloto Invitado     |         |
| Piloto de reemplazo |         |

## Estadísticas

### Campeonato de Pilotos
| Pos. | Piloto                | Moto      | PHI | CHA | ARA | ASS | IMO | DON | POR | MIS | SEP | JER | MAG | LOS | Pts |
| ---- | --------------------- | --------- | --- | --- | --- | --- | --- | --- | --- | --- | --- | --- | --- | --- | --- |
| 1    | Kenan Sofuoğlu        | Kawasaki  | 6   | 2   | 1   | 1   | 1   | 1   | 2   | 11  | 4   | 1   | 2   | 2   | 233 |
| 2    | P. J. Jacobsen        | Kawasaki  | 10  | 3   | 2   | 4   | 4   | 5   |     |     |     |     |     |     | 196 |
| 2    | P. J. Jacobsen        | Honda     |     |     |     |     |     |     | 3   | 2   | 1   | 2   | 1   | 5   | 196 |
| 3    | Lorenzo Zanetti       | MV Agusta | 2   | Ret | 5   | 6   | 3   | 4   | 5   | 3   | 3   | 3   | 4   | 3   | 158 |
| 4    | Jules Cluzel          | MV Agusta | 1   | Ret | Ret | 2   | 2   | 2   | 1   | 1   | 2   | WD  |     |     | 155 |
| 5    | Kyle Smith            | Honda     | 4   | Ret | 3   | 3   | 15  | Ret | 6   | Ret | 5   | 4   | 5   | 1   | 116 |
| 6    | Gino Rea              | Honda     | 3   | 10  | 4   | 14  | 7   | 8   | 4   | 4   | 8   | Ret | 7   | Ret | 97  |
| 7    | Roberto Rolfo         | Honda     | 8   | 6   | 10  | 5   | 10  | 11  | 8   | 12  | 6   | 10  | 11  | 7   | 88  |
| 8    | Alex Baldolini        | MV Agusta | 7   | 9   | 6   | 9   | Ret | Ret | Ret | 5   | 10  | 7   | Ret | 8   | 67  |
| 9    | Marco Faccani         | Kawasaki  | 12  | 7   | Ret | 8   | 5   | Ret | 12  | 9   | 16  | 6   | 10  | 9   | 66  |
| 10   | Christian Gamarino    | Kawasaki  | 11  | 13  | 9   | Ret | 11  | 14  | 7   | 7   | 9   | 8   | 9   | Ret | 62  |
| 11   | Martín Cárdenas       | Honda     | Ret | 8   | Ret | 11  | 9   | 13  | 9   | 10  | 7   | 14  | 8   |     | 55  |
| 12   | Lucas Mahias          | Kawasaki  | Ret | 4   | Ret | 7   | Ret | Ret |     |     |     |     |     |     | 51  |
| 12   | Lucas Mahias          | Yamaha    |     |     |     |     |     |     |     |     |     | Ret | 3   | 4   | 51  |
| 13   | Ratthapark Wilairot   | Honda     | 5   | 1   | Ret | 19  | 6   |     |     |     |     |     |     |     | 46  |
| 14   | Dominic Schmitter     | Kawasaki  | 9   | 15  | 8   | 13  | 13  | Ret | 14  | 13  | 11  | 11  | 12  | 11  | 46  |
| 15   | Fabio Menghi          | Yamaha    | 15  | Ret | 7   | 12  | 12  | Ret | 10  | 6   | 12  | Ret | 20  | 10  | 44  |
| 16   | Riccardo Russo        | Honda     | Ret | Ret | 11  | 10  | 8   | 12  | Ret | 8   |     |     |     |     | 31  |
| 17   | Kevin Wahr            | Honda     | 16  | 12  | 12  | Ret | Ret | Ret | Ret | 14  | 13  | 9   | 6   | Ret | 30  |
| 18   | Nicolás Terol         | MV Agusta |     |     |     |     |     |     |     |     |     | 5   | 14  | 6   | 23  |
| 19   | Kyle Ryde             | Yamaha    |     |     |     |     |     | 3   |     |     |     |     |     |     | 16  |
| 20   | Aiden Wagner          | Yamaha    | 13  |     |     |     |     |     |     |     |     |     |     |     | 13  |
| 20   | Aiden Wagner          | Kawasaki  |     |     |     |     | 14  | Ret |     |     |     |     |     |     | 13  |
| 20   | Aiden Wagner          | Honda     |     |     |     |     |     |     |     |     | 14  | 13  | 13  | Ret | 13  |
| 21   | Marcos Ramírez        | Kawasaki  | 19  |     |     |     |     |     |     |     |     |     |     |     | 12  |
| 21   | Marcos Ramírez        | Yamaha    |     |     | 14  |     |     |     |     |     |     |     |     |     | 12  |
| 21   | Marcos Ramírez        | Honda     |     |     |     |     |     | 17  | 11  | Ret | 15  | 12  |     |     | 12  |
| 22   | Ratthapong Wilairot   | Honda     |     | 5   |     |     |     |     |     |     | 17  |     |     |     | 11  |
| 23   | Luke Stapleford       | Triumph   |     |     |     |     |     | 6   |     |     |     |     |     |     | 10  |
| 24   | Sam Hornsey           | Triumph   |     |     |     |     |     | 7   |     |     |     |     |     |     | 9   |
| 25   | Glenn Scott           | Honda     | 14  | 14  | 18  | Ret | Ret | 16  | 13  | 15  | Ret | 16  | 19  | DNS | 8   |
| 26   | Niki Tuuli            | Yamaha    |     |     |     |     |     | 9   |     |     |     |     |     |     | 7   |
| 27   | Andy Reid             | Honda     |     |     |     |     |     | 10  |     |     |     |     |     |     | 6   |
| 28   | Decha Kraisart        | Yamaha    |     | 11  |     |     |     |     |     |     |     |     |     |     | 5   |
| 29   | Sergio Gadea          | Honda     |     |     |     |     |     |     |     |     |     |     |     | 12  | 4   |
| 30   | Nacho Calero          | Kawasaki  | Ret |     |     |     |     |     |     |     |     |     |     |     | 3   |
| 30   | Nacho Calero          | Honda     |     |     | 17  | 17  | Ret | 18  | 16  | 17  | 18  | 20  | 22  | 13  | 3   |
| 31   | Alexey Ivanov         | Yamaha    |     |     | 13  |     |     | Ret |     | Ret |     |     |     |     | 3   |
| 32   | Abdulaziz Binladin    | Kawasaki  |     |     |     |     |     |     |     |     |     |     |     | 14  | 2   |
| 33   | Luigi Morciano        | Honda     |     |     | 15  | 15  |     |     |     |     |     |     |     |     | 2   |
| 34   | Kevin Manfredi        | Honda     |     |     |     |     |     |     |     | 18  |     | Ret | DNS | 15  | 1   |
| 35   | Xavier Pinsach        | Honda     |     |     |     |     |     |     |     |     |     |     | 15  |     | 1   |
| 36   | János Chrobák         | Honda     |     |     |     |     |     |     |     | Ret |     | 15  | 17  |     | 1   |
| 37   | Miguel Praia          | Honda     |     |     |     |     |     |     | 15  |     |     |     |     |     | 1   |
| 38   | Kieran Clarke         | Honda     | 18  | Ret | 16  | 16  | 16  | 15  |     |     |     |     |     |     | 1   |
|      | Stefan Hill           | Honda     |     |     |     |     |     |     |     |     |     |     |     | 16  | 0   |
|      | Cédric Tangre         | Suzuki    |     |     |     |     |     |     |     |     |     |     | 16  |     | 0   |
|      | Dávid Juhász          | Honda     |     |     |     |     |     |     |     | 16  |     | 19  | 18  |     | 0   |
|      | Thitipong Warokorn    | Honda     |     | 16  |     |     |     |     |     |     |     |     |     |     | 0   |
|      | Christian Palomares   | Yamaha    |     |     |     |     |     |     |     |     |     | 17  |     |     | 0   |
|      | Ezequiel Iturrioz     | Kawasaki  |     |     | 20  | 18  | 17  | Ret | DNS |     |     |     |     |     | 0   |
|      | Alex Phillis          | Honda     | 17  |     |     |     |     |     |     |     |     |     |     |     | 0   |
|      | Miroslav Popov        | MV Agusta |     |     |     |     |     |     |     |     |     | 18  |     |     | 0   |
|      | Flavio Ferroni        | Kawasaki  |     |     |     |     |     |     |     | 19  |     |     |     |     | 0   |
|      | Jorge Arroyo          | Yamaha    |     |     | 19  |     |     |     |     |     |     |     |     |     | 0   |
|      | Hannes Soomer         | Yamaha    |     |     |     |     |     |     |     |     |     |     | 21  |     | 0   |
|      | Šarūnas Pladas        | Yamaha    |     |     |     |     |     |     |     |     |     | 21  |     |     | 0   |
|      | Vladimir Leonov       | Yamaha    |     |     |     |     |     |     |     |     |     | Ret |     |     | 0   |
|      | Nicola Jr. Morrentino | MV Agusta |     |     |     |     |     |     |     |     |     | Ret |     |     | 0   |
|      | Chalermpol Polamai    | Yamaha    |     | Ret |     |     |     |     |     |     |     |     |     |     | 0   |
|      | Alessandro Nocco      | Honda     |     | DNS |     |     | DNS |     |     |     |     |     |     |     | 0   |
|      | Sam Lambert           | Triumph   | DNS |     |     |     |     |     |     |     |     |     |     |     | 0   |
| Pos. | Piloto                | Moto      | PHI | CHA | ARA | ASS | IMO | DON | POR | MIS | SEP | JER | MAG | LOS | Pts |

| Color     | Resultado                                                               |
| --------- | ----------------------------------------------------------------------- |
| Oro       | Ganador                                                                 |
| Plata     | 2.ª plaza                                                               |
| Bronce    | 3.ª plaza                                                               |
| Verde     | Finalizó en los puntos                                                  |
| Azul      | Finalizó sin puntos                                                     |
| Azul      | NC - No clasificado                                                     |
| Violeta   | Ret - No terminó (Carrera)                                              |
| Rojo      | DNQ - No se clasificó                                                   |
| Negro     | DSQ - Descalificado                                                     |
| Blanco    | DNS - No empezó (carrera)                                               |
| Blanco    | WD - Retirado (fin de semana)                                           |
| Blanco    | C - Carrera cancelada                                                   |
| Sin color | DNP - Inscrito pero no participó                                        |
| Sin color | INJ - Lesionado                                                         |
| Sin color | EX - Excluido                                                           |
| Estado    | Resultado                                                               |
| Negrita   | Pole position                                                           |
| Cursiva   | Vuelta rápida                                                           |
| †         | Abandona, pero clasifica al completar el porcentaje requerido para ello |

### Campeonato de constructores
| Pos. | Constructor | PHI | CHA | ARA | ASS | IMO | DON | POR | MIS | SEP | JER | MAG | LOS | Pts |
| ---- | ----------- | --- | --- | --- | --- | --- | --- | --- | --- | --- | --- | --- | --- | --- |
| 1    | Kawasaki    | 6   | 2   | 1   | 1   | 1   | 1   | 2   | 7   | 4   | 1   | 2   | 2   | 237 |
| 2    | Honda       | 3   | 1   | 3   | 3   | 6   | 8   | 3   | 2   | 1   | 2   | 1   | 1   | 222 |
| 3    | MV Agusta   | 1   | 9   | 5   | 2   | 2   | 2   | 1   | 1   | 2   | 3   | 4   | 3   | 218 |
| 4    | Yamaha      | 13  | 11  | 7   | 12  | 12  | 3   | 10  | 6   | 12  | 17  | 3   | 4   | 90  |
| 5    | Triumph     | DNS |     |     |     |     | 6   |     |     |     |     |     |     | 10  |
|      | Suzuki      |     |     |     |     |     |     |     |     |     |     | 16  |     | 0   |
| Pos. | Constructor | PHI | CHA | ARA | ASS | IMO | DON | POR | MIS | SEP | JER | MAG | LOS | Pts |